# 马格纳尔·索尔贝格
马格纳尔·索尔贝格（挪威語：Magnar Solberg，1937年2月4日—），挪威男子冬季两项运动员。他曾代表挪威参加1968年和1972年冬季奥林匹克运动会冬季两项比赛，获得二枚金牌和一枚银牌。